# Rifle Hawken
O rifle Hawken é um mosquete por antecarga, construído pelos irmãos Hawken que foi usado nas pradarias e nas montanhas Rochosas dos Estados Unidos durante os primeiros dias da fronteira. Tornou-se conhecido como ""plains rifle"" ("rifle das planícies"), ou "buffalo gun" ("arma de búfalo") ou ainda "fur trapper's gun" ("arma do caçador de peles"). Desenvolvido na década de 1820, acabou sendo substituído por modelos por retrocarga (como o rifle Sharps) e rifles por ação de alavanca que floresceram após a Guerra Civil Americana.
Os rifles Hawken tinham reputação de alta precisão e longo alcance.

## Histórico
O rifle Hawken Hawken foi feito por Jacob e Samuel Hawken, em sua loja/oficina em St. Louis, Missouri, que administraram de 1815 a 1855. A loja continuou a operar e vender rifles com o nome "Hawken" sob os proprietários posteriores William S Hawken, William L. Watt e JP Gemmer, até que Gemmer fechasse o negócio e se aposentasse em 1915.
Samuel e Jacob foram treinados por seu pai como armeiros na costa leste. Eles se mudaram para o oeste e abriram um negócio em St. Louis, no início do período do comércio de peles das Montanhas Rochosas. O que levou os irmãos Hawken à fama foram os irmãos são os ""plains rifle"" ("rifle das planícies") produzidos por sua loja. Eles produziram o que seus clientes precisavam no oeste: uma arma de qualidade, leve o suficiente para carregar o tempo todo, capaz de derrubar grandes alvos a longas distâncias. Eles chamavam suas armas de "Rocky Mountain Rifles" ("Rifles das Montanhas Rochosas"), refletindo seus clientes: caçadores de peles, comerciantes e exploradores.
O registro mais antigo conhecido de um rifle Hawken data de 1823, quando um foi feito para William Henry Ashley. Os Hawkens não produziam seus rifles em massa, mas sim cada um à mão, um de cada vez. Diz-se que vários homens famosos possuíam rifles Hawken, incluindo Auguste Lacome, Hugh Glass, Jim Bridger, Kit Carson, Porter Rockwell, Joseph Meek, Jedediah Strong Smith e Theodore Roosevelt.
A empresa de rifles Hawken foi vendida em 1862, e o último rifle realmente feito por um Hawken foi construído em 1884. Embora populares entre os homens das montanhas e os caçadores da era do comércio de peles, até meados do século XIX, os rifles por antecarga foram sendo substituídos por armas de carregamento pela culatra (retrocarga) produzidas em massa, como os rifles Sharps e Winchester.

## O projeto
Os rifles Hawken são geralmente mais curtos e de maior calibre do que os "Kentucky Rifles" anteriores, dos quais descendem. O estilo dos rifles é o mesmo do Harpers Ferry Model 1803, um rifle ("half stock") "meia coronha" (embora também tenham feito alguns "full stock" - "coronha completa"), com as mesmas linhas do Kentucky Rifle. O estilo "rifle das planícies" se tornaria o "sporter" (rifle de caça) para grande parte dos Estados Unidos durante a década de 1840.
Suas armas "Rocky Mountain" eram tipicamente calibre .50 ou calibre .53, mas alcançavam o calibre .68. Eles tinham em média 10 1⁄2 libras (4,8 kg), embora existam exemplares de armas de 15 libras (6,8 kg). Os canos eram de comprimentos variados (exemplos de 33 e 36 polegadas são descritos), são octogonais na parte externa e feitos de ferro macio, o que reduzia a incrustação. As coronhas de nogueira ou bordo têm a "soleira" curva, muitas vezes parecendo com a cauda de um castor ("beaver's tail") e a chamam assim. Eles tendem a ter gatilhos duplos; o gatilho traseiro é um gatilho "preparatório". Quando o gatilho traseiro é puxado, o cão não é acionado, mas esta ação "ativa" o gatilho dianteiro, o gatilho dianteiro torna-se um "hair trigger" (algo como "gatilho muito sensível"), disparado com um leve toque, o que ajudava a aumentar a procisão do tiro. Caso o gatilho traseiro não fosse acionado antes, era necessário pressionar o gatilho principal com mais força. A mira frontal era uma simples lâmina. Ao contrário de muitas reproduções modernas, a soleira e outras guarnições não eram feitas de latão, mas de ferro.
Nos livros Winnetou de Karl May, o bravo índio epônimo e seu irmão de sangue Old Shatterhand possuíam rifles Hawken. Nas histórias, Winnetou decorou seu rifle com tachinhas de prata, e Old Shatterhand batizou sua própria arma de "Bear Slayer" ("assassino de urso").
O filme de 1972 Jeremiah Johnson, estrelado por Robert Redford como um homem das montanhas que usava um rifles Hawken, contribuiu para o interesse geral em réplicas e um ressurgimento da popularidade das armas por antecarga entre os caçadores modernos.